# Orbeli
Orbeli (en georgiano: ორბელი) es un pueblo de Georgia ubicado en el sur de la región de Racha-Lechjumi y Baja Esvanetia, siendo parte del municipio de Tsagueri. 

## Geografía
Orbeli está a orillas del río Tsjenitskali, un afluente del río Rioni, a 14 kilómetros de Tsagueri. 

## Demografía
La evolución demográfica de Orbeli entre 2002 y 2014 fue la siguiente:
| 1850                                            | 705 |
| (Fuente: Population of Georgia in Soviet times) |     |

Según los datos del censo de 2014, los georgianos suponen el 99,6% de la población local.